# Tr (Unix)
O tr é um pequeno utilitário Unix para excluir ou traduzir uma cadeia de caracteres em outra, lendo da entrada-padrão e escrevendo para a saída-padrão.

## Sintaxe
```
tr [opções] CADEIA1 [CADEIA2]

Opções:
-c, -C, --complement
 primeiramente complementa a CADEIA1.
-d, --delete
 remove os caracteres contidos na CADEIA1, não há substituição.
-s, --squeeze-repeats
 substitui cada seqüência de caracteres repetidos recebido pela entrada
 por apenas uma ocorrência daquele caractere.
-t, --truncate-set1
 trunca o tamanho do CADEIA1 para o tamanho do cCADEIA2—help.
-h, --help
 exibe este texto de ajuda e sai—version.
-v, --version
 exibe a informação de versão do programa e sai.
```

## Exemplos
Converter todos os caracteres minúsculos em maiúsculos:
```
tr [a-z] [A-Z] < arquivo-entrada > arquivo-saida
```

Converter todos os caracteres maiúsculos em minúsculos:
```
tr [A-Z] [a-z] < arquivo-entrada > arquivo-saida
```